# Schitul „Sfântul Nicolae” din Dobrușa
Schitul „Sf. Nicolae” este o mănăstire amplasată în Dobrușa, raionul Șoldănești, Republica Moldova. Este un monument arhitectural de importanță națională inclus în Registrul monumentelor Republicii Moldova ocrotite de stat cu nr. 2893 (raionul Șoldănești). Datează din 1772 – înc. sec. XIX.